# Вулиця Текстильна (Тернопіль)
Вулиця Текстильна — магістральна вулиця в промзоні міста Тернополя.

## Відомості
Розпочинається від кільцевої розв'язки вулиць Збаразької, Енергетичної, Лозовецької та проспекту Злуки, пролягає на північний схід, згодом — на схід до автошляху Р41, де і закінчується. На вулиці розташовані промислові та комерційні будівлі, є кілька житлових будинків. Ближче до кінця вулиці з півдня примикає вулиця Героїв Чорнобиля.

## Установи
- Будинок праці (Текстильна, 1Б)
- Укрпошта, відділення №10 (Текстильна, 12)
- Пожежно-рятувальна частина ДСНС (Текстильна, 18А)
- Тернопільська митниця ДФС (Текстильна, 38)

## Освіта
- Тернопільський центр професійно-технічної освіти (Текстильна, 8)
- ТНТУ, корпус №9 «Сатурн» (Текстильна, 28)

## Комерція
- АЗС «Маркет» (Текстильна, 1А)
- Будинок меблів «Нова» (Текстильна, 2А)
- Медичний центр «Медінвіт» (Текстильна, 8А)
- Продуктовий магазин «Ксюша» (Текстильна, 8Б)
- ВАТ «Текстерно» (Текстильна, 18)
- АЗС «Укрнафта» (Текстильна, 23)
- Завод «Сатурн» (Текстильна, 28)
- ТзОВ «Інтеграл» (Текстильна, 28)
- АЗС «WOG» (Текстильна, 28А)
- ТРЦ «Подоляни» (Текстильна, 28Ч)

## Транспорт
Вулиця є однією з найінтенсивніших магістралей Тернополя. На вулиці розташовані 11 зупинок громадського транспорту, до яких курсують автобуси №21, 24, 35 та тролейбус №3.